# Чезинали
Чезинали је насеље у Италији у округу Авелино, региону Кампанија.
Према процени из 2011. у насељу је живело 1657 становника. Насеље се налази на надморској висини од 369 м.

## Становништво
Према резултатима пописа становништва 2011. у општини је живело 2.472 становника.
| 1951. | 1961. | 1971. | 1981. | 1991. | 2001. | 2011. |
| ----- | ----- | ----- | ----- | ----- | ----- | ----- |
| 1.708 | 1.521 | 1.324 | 1.697 | 2.041 | 2.299 | 2.472 |